# Ионов, Александр Михайлович
Ио́нов Алекса́ндр Миха́йлович (26 февраля [9 марта] 1880, Ош, Ферганской области — 18 июля 1950, Нью-Йорк, США) — из семьи известного русского казачьего исследователя Михаила Ефремовича Ионова. Генерал-майор, Войсковой атаман Семиреченских Казаков.

## Биография
Получил образование во 2-м Оренбургском кадетском корпусе, закончил Константиновское артиллерийское училище и Николаевскую академию Генерального штаба по 1-му разряду (1908 г.)
Начал службу 1 сентября 1898 г. В чин хорунжего произведен из Константиновского артиллерийского училища; подпоручик с 9 августа 1900 г., поручик с 9 августа 1903 г., штабс-капитан с 9 августа 1907 г., со 2 мая 1908 года капитан при Генеральном штабе; во время Первой Мировой войны награждён орденом св. Георгия 4-й степени. С 5 июля 1911 года старший адъютант штаба войск Семиреченской области. После развала Русской армии в начале 1918 г. привел свой 2-й Семиреченский казачий полк домой. Вскоре арестован большевиками, но освобожден восставшими казаками, которые избрали его на пост Войскового атамана. С 26 октября 1919 командирован во Владивосток в распоряжение губернатора Розанова и исполнял должность начальника штаба при инспекторе формирований стратегического резерва. Член постоянной думы георгиевских кавалеров от октября 1919 года. После эвакуации из Владивостока через Китай и Новую Зеландию оказывается в Канаде, затем в США. Умер 18 июля 1950 г. в Нью-Йорке.

## Насильное оказачивание
Во время своей бытности атаманом Семиреченского казачьего войска в период гражданской войны в Сибири Ионов решил раз и навсегда покончить с проблемой напряженных отношений между казачьим и неказачьим населения области путём оказачивания неказаков (красные то же самое решали путём расказачивания), то есть путём присвоения неказакам казачьего звания и уравнения их с остальными казаками в правах и свободах. При этом предполагалось наделить граждан, переходящих в казачество, немалой площадью плодородных земель — не менее 28 десятин. Однако, несмотря на то, что ряд населенных пунктов быстро «оказачился» (преобразование русских старожильческих крестьянских поселков в казачьи станицы : Ивановка (Маканчи), Захаровка (Бахты), Романовка (Кок-Терек), Стефановка (Уч-Арал)), большая часть граждан неказачьего звания (главным образом, крестьяне-новосёлы, радикально левых взглядов) отказалась вступать в казачество, усматривая в этом попытку Ионова просто набрать побольше людей для войны против красных. Отношения между казаками и неказаками в крае еще больше обострились. Попытка Анненкова сгладить конфликт между Ионовым и неказаками, отказавшимися вписаться в казачество, тоже провалилась.

## Семья
- отец — Михаил Ефремович Ионов, русский казак, генерал и исследователь, перешел на службу в РККА.
- брат — Ионов, Владимир Михайлович (1879 — январь 1946), полковник, перешел на службу в РККА[2]
- одна дочь (на 1913 г.)[1];

## Награды
- Орден св. Станислава 3-й степени (20 марта 1911)[1]
- Орден св. Георгия 4-й степени
- Золотое оружие «За храбрость»